# Kirk Trost
Kirk Trost – amerykański zapaśnik walczący w stylu wolnym. Brązowy medalista mistrzostw świata w 1990. Mistrz panamerykański w 1990. Pierwszy w Pucharze Świata w 1987; trzeci w 1991 i piąty w 1993 roku.
Zawodnik Providence Catholic High School z New Lenox i Uniwersytetu Michigan. Dwa razy All American (1985 i 1986) w NCAA Division I, pierwszy w 1986 roku.
W 1986 wygrał Big Ten Conference.